# Ivan Sjögren
Ivan Konrad Johannes Sjögren, född 27 december 1895 i Norrköpings Hedvigs församling, Östergötlands län, död 10 juni 1947 i Ljungs församling, Östergötlands län, var en svensk präst och författare.

## Biografi
Ivan Sjögren föddes 1895 i Norrköping. Han blev 1917 student vid Uppsala universitet och avlade 1923 teologie kandidatexamen. Sjögren var komminister i Skönberga församling och lasarettspredikant i Söderköping.
Sjögren var ordförande i Skönberga sockens kommunfullmäktige och var ledamot i Östgöta konstförening.

### Familj
Sjögren gifte sig 4 augusti 1929 med Barbro Kronqvist.